# 福島県道366号滝谷桧原線
福島県道366号滝谷桧原線（ふくしまけんどう366ごう たきやひのはらせん）は、福島県大沼郡三島町を通る一般県道。主要地方道と国道を結ぶ短い路線。

## 路線概要
- 起点：大沼郡三島町大字滝谷字小舘山
- 終点：大沼郡三島町大字桧原字桧原沢
- 総延長：1.311km[1]
  - 実延長：総延長に同じ
- 路線認定年月日：1973年3月23日[2]

## 通過する自治体
- 大沼郡三島町

## 接続・交差する道路
- 福島県道32号柳津昭和線（大沼郡三島町大字滝谷字小舘山 起点） - 滝谷スノーシェッドの洞内交差点で接続する。
- 国道252号（大沼郡三島町大字桧原字桧原沢 終点）